# Ценовая и неценовая конкуренция
Ценовая и неценовая конкуренция — два основных подхода к конкурентной борьбе, используемые компаниями на рынке для получения преимуществ перед конкурентами.

## Ценовая конкуренция
Ценовая конкуренция основана на использовании различных стратегий в отношении ценообразования товаров и услуг. В этом случае компании соревнуются в предложении самой низкой цены на продукты, чтобы привлечь больше клиентов и добиться увеличения своей доли на рынке. Подобные стратегии могут включать демпингование (снижение цен ниже себестоимости), установку конкурентоспособных цен или предложение выгодных скидок и акций. Ценовая конкуренция может быть особенно интенсивной в отраслях с большим количеством игроков и с высокой степенью заменяемости продуктов.

### Виды ценовой конкуренции
Прямая ценовая конкуренция происходит, когда компании предлагают аналогичные товары или услуги, но по более низким регулярным ценам. Это означает, что цены на товары остаются постоянными и доступными всем без каких-либо условий.
Косвенная ценовая конкуренция происходит, когда компании предлагают товары или услуги, которые воспринимаются покупателями как аналогичные конкурентным, но имеют более низкие регулярные цены. При этом товары могут отличаться упаковкой, брендом или составом, что делает их более доступными и дешёвыми.
Промо-ценовая конкуренция происходит, когда компании предлагают товары или услуги по более низким ценам, но только в определённые периоды, называемые промо-периодами. Эти акции направлены на увеличение трафика и привлечение клиентов.
Омниканальная ценовая конкуренция — это новый вид конкуренции, где цены анализируются не только в конкурирующих магазинах, но и на онлайн-площадках. Покупатели сравнивают цены и выбирают магазин с наиболее выгодными условиями.

## Неценовая конкуренция
Неценовая конкуренция, в свою очередь, основана на повышении качества товаров и услуг, а также на различных маркетинговых и стратегических приёмах. В отличие от ценовой конкуренции, в неценовой конкуренции основное внимание уделяется повышению ценностных характеристик продуктов или услуг, чтобы предложение компании выделялось среди конкурентов. Такие приёмы могут включать улучшение качества или функциональности товаров, повышение уровня обслуживания клиентов, создание уникальных и привлекательных брендовых характеристик, инновационные подходы в производстве или дизайне продуктов, эффективные маркетинговые стратегии и т. д.
Предоставляя высокое качество и добавляя ценность для клиентов, компании, использующие неценовую конкуренцию, стремятся привлечь и удержать большую долю рынка без необходимости снижения цен на свои товары. Стратегии неценовой конкуренции особенно полезны для предприятий, которые хотят отличиться насыщенном рынке и создать устойчивые конкурентные преимущества.